# Aire métropolitaine de Valledupar

Aire métropolitaine de Valledupar

L'aire métropolitaine de Valledupar (en espagnol : Área Metropolitana de Valledupar), appelée officiellement aire métropolitaine du Cacique Upar, est la région métropolitaine colombienne dont le noyau central est Valledupar. Outre cette ville, l'aire métropolitaine de Valledupar est également composée de quatre autres municipalités : Agustín Codazzi, La Paz, Manaure Balcón del Cesar et San Diego. Elle a été créée en 2005.